# Бессмертный, Роман Петрович
Рома́н Петро́вич Бессме́ртный (укр. Роман Петрович Безсмертний; род. 15 ноября 1965, село Мотыжин, Макаровский район, Киевская область, УССР, СССР) — украинский политик, государственный деятель, дипломат, один из авторов Конституции Украины, кандидат политических наук. Доцент кафедры международных отношений Киевского национального университета культуры и искусств.
Народный депутат Украины II, III, IV и V созывов. С 1997 по 2002 год был Постоянным представителем президента Леонида Кучмы в Верховном Совете Украины. В 2005 году назначен вице-премьер-министром Украины по вопросам административно-территориальной реформы. Председатель Совета партии «Народный Союз — Наша Украина» (2005—2006), председатель исполкома этой же партии (2006—2007). Глава фракции «Наша Украина» в Верховном Совете (май — декабрь 2006). Заместитель главы Секретариата президента Украины (2007—2008).
С февраля 2010 по июнь 2011 года — Чрезвычайный и Полномочный посол Украины в Республике Беларусь.
Представитель Украины в политической подгруппе Трёхсторонней контактной группы по мирному урегулированию ситуации на востоке Украины с 2015 по апрель 2016 года и с 9 июля по 13 августа 2019 года.

## Биография

### Детство, образование
Отец Пётр Кириллович (1941—2005) работал землеустроителем в Мотыжине. Мать Ольга Демьяновна (род. 1941) — младшая медсестра Мотыжинськой участковой больницы, затем на пенсии.
С 1983 по 1990 год учился на историческом факультете в Киевском педагогическом институте имени Горького, специальность «учитель истории». Служил в Советской армии (1983—1985).
Во время учёбы на старших курсах института работал в средней школе № 3 в Вишневом Киевской области. С августа 1990 года начал работать учителем в Бородянской средней школе № 2 (Киевская область), где создал краеведческую экспозицию.
В 1997 году защитил кандидатскую диссертацию «Социально-политический строй украинского общества (концепция Донцова)», Институт национальных отношений и политологии НАНУ.

### Политическая карьера
В 1994 году впервые стал народным депутатом Украины (в Верховном Совете Украины II созыва), победив на мажоритарном округе № 220 в Макаровском районе Киевской области. На выборах его выдвинула Украинская республиканская партия.
В Верховном Совете ІІ созыва был секретарём депутатской группы «Державність» («Государственность»), которую возглавлял академик Игорь Юхновский. Позже — член группы «Конституционный центр» во главе с Михаилом Сиротой. Председатель подкомитета по вопросам деятельности Совета и самоуправления Комитета по вопросам государственного строительства, деятельности советов и самоуправления.
Роман Бессмертный — один из основных авторов Конституции Украины, принятой 28 июня 1996 года. До этого также стал одним из авторов Конституционного договора между Верховным Советом и президентом Украины от 8 июня 1995 года.
С 1998 по 2002 год — народный депутат Украины III созыва от Народно-демократической партии. Член фракции НДП (май 1998 — январь 2002), член фракции ПРП «Реформы-Конгресс» (с января 2002 года). Член Комитета по вопросам государственного строительства, местного самоуправления и деятельности советов (с июля 1998 года, позже — Комитет по вопросам государственного строительства и местного самоуправления).
В 1997 году был назначен постоянным представителем президента Украины Леонида Кучмы в Верховном Совете Украины. Находился на этой должности пять лет — до апреля 2002 года. Во время второго срока Романа Бессмертного в Верховном Совете началась его многолетняя работа с тогдашним экс-премьер-министром Виктором Ющенко и «Нашей Украиной». На парламентских выборах 2002 года был политическим координатором и заместителем избирательного штаба оппозиционного блока «Наша Украина».
На парламентских выборах в апреле 2002 года прошёл в Верховный Совет IV созыва от блока «Наша Украина» (№ 23 в списке). К тому времени был беспартийным. С мая 2002 года — член фракции «Наша Украина». Член Комитета по вопросам государственного строительства и местного самоуправления (с июня 2002 года). 3 марта 2005 года сложил депутатские полномочия.
Во время президентских выборов 2004 года — руководитель избирательного штаба кандидата в президенты Виктора Ющенко; заместитель руководителя центрального штаба коалиции «Сила народа», созданной «Нашей Украиной» и Блоком Юлии Тимошенко. В ноябре-декабре 2004 года — комендант палаточного городка на Майдане во время Оранжевой революции.
С марта 2005 по декабрь 2006 года — председатель Совета партии «Народный Союз Наша Украина».
С 4 февраля по 29 ноября 2005 года — вице-премьер-министр по вопросам административно-территориальной реформы в правительствах Юлии Тимошенко и Юрия Еханурова. После отставки правительства Юлии Тимошенко занялся подготовкой «Нашей Украины» к парламентским выборам 2006 года. Возглавил избирательную кампанию блока «Наша Украина».
Народный депутат V созыва с апреля 2006 года от блока «Наша Украина», № 23 в партийном списке. В ходе коалиционных переговоров между «Нашей Украиной», БЮТ и СПУ рассматривался на должность председателя Верховной Рады Украины).Член Комитета по вопросам государственного строительства, региональной политики и местного самоуправления. В апреле 2007 года сложил полномочия депутата Верховного Совета.
С мая по декабрь 2006 года — председатель фракции «Нашей Украины» в Верховной Раде.
С декабря 2006 по июль 2007 года — председатель Центрального исполнительного комитета партии «Народный Союз Наша Украина».
4 апреля 2007 года назначен заместителем Главы Секретариата президента Украины. Находился на этом посту до мая 2009 года, после чего снова вернулся к партийной работе руководителем исполкома «Нашей Украины».
С 24 февраля 2010 по 3 июня 2011 года — Чрезвычайный и Полномочный посол Украины в Республике Беларусь.
В марте 2016 года вступил в Аграрную партию, став руководителем Центрального аппарата партии. В электронной декларации кандидата в президенты от 2 февраля 2019 года указал себя как руководителя центрального аппарата партии.
В ходе президентских выборов 2019 года занял 15-е место с результатом 0,14 % (27 182 голосов).

### Минский процесс
В 2015 году Роман Бессмертный был назначен представителем Украины в политической подгруппе Трёхсторонней контактной группы по урегулированию конфликта на востоке Украины (Минский процесс). Участвуя в сложных переговорах, он всегда принципиально отстаивал суверенитет и территориальную целостность Украины, настаивал на необходимости первоочередного решения вопросов безопасности, прекращении огня и освобождении заложников.
Роман Бессмертный первым из представителей Украины сделал Минский процесс публичным, откровенно рассказывая о внутренней «кухне» переговоров с российской стороной и представителями оккупированных территорий.
В апреле 2016 года вышел из состава переговорщиков Минского процесса.
9 июля 2019 года президент Владимир Зеленский уполномочил Бессмертного представлять Украину в рабочей подгруппе по политическим вопросам Трёхсторонней контактной группы. 13 августа президент уволил политика с занимаемого поста, о своём назначении и увольнении последний узнавал из СМИ. Назывались различные причины отставки: Бессмертный отмечал идеологические разногласия, пресс-секретарь президента Юлия Мендель заявляла о процессе «формирования наиболее эффективной команды».
Бессмертный считает, что ЛНР и ДНР должны превратиться в «дикое поле».
Заявлял, что в случае возникновения вопросов с оказанием помощи Украине, в стране "родится радикальная сила", которая первое, что сделает, придя к власти — это будет разрабатывать ядерное оружие.

## Личная жизнь
Роман Бессмертный женат на Татьяне Александровне Мокриди (род. 1971). От первого брака у него есть дочь Лилия (род. 1989), у Татьяны Мокриди от первого брака — сын Владислав (род. 1991). Общие дети — Елизавета и Анастасия (род. 2012).
Увлечения: футбол, классическая музыка. Коллекционирует виниловые пластинки.

## Награды
- Орден «За заслуги» I ст. (23 января 2009 года) — за весомый личный вклад в обеспечении создания Национального историко-культурного заповедника «Гетманськая столица» в г. Батурин, плодотворную общественно-политическую деятельность[15]
- Орден «За заслуги» II ст. (18 января 2007 года) — за заслуги в государственном строительстве, весомый вклад в развитие и укрепление демократической, социальной, правовой Украины и по случаю Дня Соборности Украины[16]
- Орден «За заслуги» III ст. (11 декабря 1996 года) — за заслуги в развитии украинской государственности, активное участие в конституционном процессе[17]